# 偽解析函數
偽解析函數（Pseudoanalytic function）是美國數學家Lipman Bers在1950年至1956年提出的一種广义解析函数
，可以滿足較弱型式的柯西－黎曼方程。而美國數學家阿貝·吉爾巴特也和Lipman Bers建立了流體動力學上的偽解析函數理論